# Svärtinge
Svärtinge är en tätort i Norrköpings kommun och sedan 2020 även med mindre del i Finspångs kommun. Samhället ligger 10 kilometer nordväst om Norrköping, längs riksväg 51 mot Finspång på den norra sidan av sjön Glan.

## Befolkningsutveckling
| Befolkningsutvecklingen i Svärtinge 1950–2020           | Befolkningsutvecklingen i Svärtinge 1950–2020 | Befolkningsutvecklingen i Svärtinge 1950–2020 | Befolkningsutvecklingen i Svärtinge 1950–2020 | Befolkningsutvecklingen i Svärtinge 1950–2020 |
| ------------------------------------------------------- | --------------------------------------------- | --------------------------------------------- | --------------------------------------------- | --------------------------------------------- |
|                                                         |                                               |                                               |                                               |                                               |
| År                                                      |                                               |                                               | Folkmängd                                     | Areal (ha)                                    |
| 1950                                                    | 1950                                          |                                               | 558                                           |                                               |
| 1960                                                    | 1960                                          |                                               | 768                                           |                                               |
| 1965                                                    | 1965                                          |                                               | 764                                           |                                               |
| 1970                                                    | 1970                                          |                                               | 781                                           |                                               |
| 1975                                                    | 1975                                          |                                               | 815                                           |                                               |
| 1980                                                    | 1980                                          |                                               | 847                                           |                                               |
| 1990                                                    | 1990                                          |                                               | 1 552                                         | 344                                           |
| 1995                                                    | 1995                                          |                                               | 1 936                                         | 350                                           |
| 2000                                                    | 2000                                          |                                               | 2 132                                         | 353                                           |
| 2005                                                    | 2005                                          |                                               | 2 410                                         | 373                                           |
| 2010                                                    | 2010                                          |                                               | 2 963                                         | 386                                           |
| 2015                                                    | 2015                                          |                                               | 3 326                                         | 484                                           |
| 2020                                                    | 2020                                          |                                               | 4 034                                         | 555                                           |
| Anm.: Sammanvuxen med Puksten 2015 och med Ryssnäs 2020 |                                               |                                               |                                               |                                               |

## Samhället
Tidigare fanns mest sommarstugor och mindre hus byggda på skogstomter i Svärtinge. Nu är permanentbostäder vanliga. Service som finns på orten är bland annat låg- och mellanstadieskola, fritidsgård, förskolor, kyrka, idrottsplats, elljusspår, badplats, butik, café, frisör, restaurang och idrottsförening.
Alldeles norr om Svärtinge finns en mängd mindre skogssjöar, varav vissa lämpar sig för såväl bad som fiske.